# 광고 메일

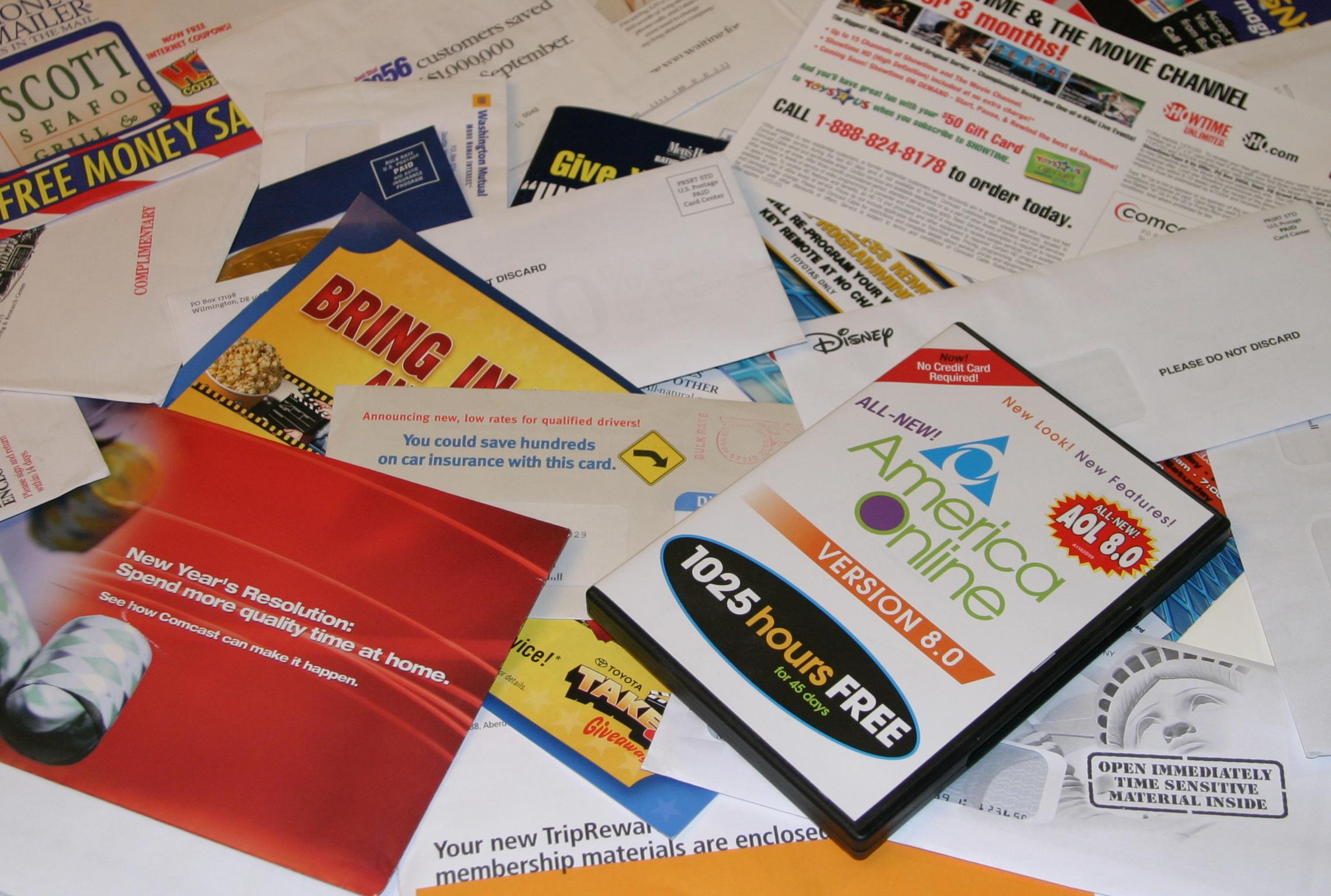
일반적인 광고 메일

광고 메일(advertising mail) 또는 광고 우편물은 우편물의 수신자에게 광고 자료를 전달하는 것이다. 광고 메일의 배달은 많은 우편 서비스에서 대규모로 성장하고 있는 서비스를 형성하며, 다이렉트 메일 마케팅은 다이렉트 마케팅 산업의 상당 부분을 차지한다. 일부 조직에서는 사람들이 광고 메일 수신을 거부하도록 돕기 위해 노력하는데, 대부분의 경우 부정적인 환경 영향에 대한 우려로 인해 발생한다.
광고 우편물에는 광고 전단, 플라스틱 우편물, 쿠폰 봉투(Money Mailer, Valpak), 카탈로그, CD, "사전 승인된" 신용 카드 신청서 및 가정과 기업에 전달되는 기타 상업 상품 자료가 포함된다. 이는 미리 선택된 개인에게 전달될 수도 있고, 주소가 지정되지 않고 이웃별로 전달될 수도 있다.

## 같이 보기
- 다이렉트 마케팅